# Маарет и Мекаре
Маарет и Мекаре (англ. Maharet and Mekare) — ведьмы, рыжеволосые сёстры-близнецы, позже ставшие вампирами, из цикла Энн Райс «Вампирские хроники».

## "Легенда о Близнецах" в «Царица проклятых»
Маарет и Мекаре — сёстры-близнецы, сильные ведьмы, проживавшие в прекрасной долине неподалёку от Египта шесть тысяч лет назад. Они были наследственными ведьмами, способными к общению с духами. Это привлекло внимание Акаши, молодой королевы Кемета (древнее название Египта), которая послала им приглашение нанести ей визит, когда им было 16. Чувствуя в этом приглашении что-то недоброе, они отказались.
Следующее «приглашение» Акаши было менее мирным. Сёстры хоронили свою мать, когда солдаты королевы ворвались в деревню, убивая всех на пути и забирая сестёр с собой.
Когда сёстры прибыли в Кемет, на них смотрели с восхищением и страхом. Народ Кемета никогда не видел рыжих волос, а близнецы были табу в стране. Сёстры правдиво ответили на все вопросы королевы о духах и богах, но их ответы не удовлетворили королеву, и они были прозваны богохульницами и брошены в тюрьму. На следующее утро королева вызвала их и задала им те же вопросы. Мекаре против воли сестры воззвала к злобному духу по имени Амел чтобы продемонстрировать свою силу. Акаша и её муж Энкил были в ужасе от этого, и близнецы были опять брошены в темницу на три дня и три ночи, прежде чем получить своё наказание.
Их наказанием было публичное изнасилование придворным короля по-имени Хайман. Хайман не любил жестокость и не желал этого делать, но не смел противиться приказу своего повелителя. После изнасилования сестёр отпустили домой.
После трудного путешествия домой Маарет и Мекаре наконец-то вернулись в свою деревню с помощью бедуинов. Там, Маарет родила от Хаймана дочь Мириам. Сёстры постарались забыть это унижение и вернулись к своей жизни в долине. Но их мирное существование было опять нарушено через год, когда Хайман пришёл в долину с армией. Он забрал сестёр в Кемет, по пути рассказывая, что случилось там с тех пор как их отпустили.
Дух Амель, в ярости от зла, причиненного Близнецам, начал творить в доме Хаймана жуткие вещи и не оставлял Хаймана в покое ни на минуту. Царь пришёл на помощь своему верному слуге. Акаша и Энкил решили остаться на всю ночь в доме Хаймана, чтобы поговорить с духами. В конце концов придворным надоело, что их монархи навели эту беду на них (а также за новые законы, нарушающие традиции египтян), и они сговорились убить своих правителей. Они последовали за королевской парой в дом Хаймана и напали на них. Но каким-то образом Акаша и Энкил выжили, а все вельможи погибли. С тех пор короля и королеву видели лишь ночью, и они перестали покидать свой дворец. Люди исчезали, и Хайман решил привести сестёр обратно в Кемет, чтобы те смогли решить их проблемы.
Попав в Кемет, сёстры поняли, что случилось. Амелю понравился вкус человеческой крови, и он любил колоть людей, чтобы у них шла кровь. Акашу и Энкила ранили придворные. Когда они лежали и умирали от потери крови, Амель каким-то образом пробрался через рану в тело Акаши, и та регенерировалась в новую форму. Акаша выпила всю кровь Энкила и затем дала ему выпить своей. Таким образом, они стали первыми кровопийцами.
Акаша и Энкил вызвали сестёр в надежде, что ведьмы объяснят им, что с ними случилось и как они могли утолить их бесконечную жажду крови. Близнецы не могли им помочь и были брошены в темницу, ожидая казни наутро, но перед этим язык Мекаре и глаза Маарет были вырезаны.
За три часа до рассвета, к сёстрам пришёл Хайман в отчаянии. Король и королева предали его, они сделали его одним из них чтобы проверить свои новые способности. Хайман сделал Мекаре вампиром, а она в свою очередь сделала такой же Маарет. Они сбежали из тюрьмы, создавая кровопийц по пути, в надежде собрать армию и победить короля и королеву. Позже, эта первая группа станет известна как Первый Выводок.
Через несколько недель они были пойманы в Саккаре. Сестёр замуровали в каменных гробах и бросили в океан: Мекаре на запад, а Маарет - на восток. Маарет выбросило на берег на южном берегу Африки, и она бродила по миру последующие шесть тысячелетий, наблюдая за потомством своей дочери Мириам и ища Мекаре. Неизвестно что случилось с Мекаре, но в XX веке были обнаружены рисунки рыжеволосой женщины в пещерах Южной Америки. Такие же рисунки были обнаружены в Африке. Маарет подозревала что Мекаре одичала и провела всё это время в джунглях, вдали от цивилизации.
Хайман бродил по Европе, теряя память каждые несколько веков. Следующий раз, когда он увидел близнецов, был во время событий книги «Царица проклятых», когда Акаша заставляет их собраться в Калифорнии. Там, вампиры побеждают Акашу. Мекаре поедает сердце и мозг королевы, вбирая в себя ядро Амеля. Маарет провозглашает Мекаре новой Царицей проклятых.

## Дальнейшие появления
Маарет появляется в конце книги «Мемнох-дьявол», где она приковывает Лестата к монастырю, после того как он сходит с ума. Она также появляется в книге «Меррик», где она предлагает Луи свою мощную кровь, но он отказывается. Она опять появляется в романе «Кровь и золото», где она получает новые глаза в конце, и опять в книге «Кровавый гимн» чтобы предложить свою помощь Лестату и Моне Мэйфейр.

## Появления в других средах
Маарет появляется в фильме «Королева проклятых», где её играет актриса Лена Олин. О Мекаре в фильме не упоминается. Во время финальной битвы, Акаша приковывает Маарет к мраморной колонне. Когда остальные вампиры выпивают большую часть крови королевы, Маарет освобождается от её власти и выпивает остатки её крови. Акаша рассыпается в пыль, а Маарет превращается в живую статую, по-видимому, становясь новой королевой вампиров.